# Pandaka drobná
Pandaka drobná (Pandaka pygmaea) je kriticky ohrožená ryba z čeledi hlaváčovitých. Byla objevena v roce 1927 v řece Malabon na filipínském ostrově Luzon, odkud už pravděpodobně v důsledku znečištění vody vymizela, žije však také na Culionu, Bali, Sulawesi a Singapuru a je chována v akváriích. Žije v brakické vodě o teplotě minimálně 24 stupňů Celsia v ústí řek a mangrovech. Vyhledává bahnité mělčiny, kde se skrývá mezi vegetací, živí se planktonem. Je vejcorodá.
Dospělí samci dorůstají délky mezi devíti a jedenácti milimetry a váhy okolo čtyř gramů, samice mohou měřit až patnáct milimetrů. Pandaka drobná byla proto dlouho považována za nejmenšího obratlovce světa, později však byly objeveny ještě menší druhy, jako jsou ryby Paedocypris progenetica a Photocorynus spiniceps nebo žába Paedophryne amauensis. Tělo je převážně průsvitné, se svislými tmavšími pruhy.
Název ryby pochází ze sanskrtského výrazu, který znamená „nedospělá“, domorodci v okolí Manily ji nazývají také tabios. Na Filipínách je vyobrazena na deseticentavové minci i na poštovních známkách.